# Singara humberti
Singara humberti är en fjärilsart som beskrevs av Pierre E.L. Viette 1966. Singara humberti ingår i släktet Singara och familjen nattflyn. Inga underarter finns listade i Catalogue of Life.